# Агро Эксперт Груп
Агро Эксперт Груп — российская компания, специализирующаяся на производстве и продаже химических средств защиты растений. Главный офис расположен в Москве. Производственная площадка компании — завод «Волга Индастри», размещён в Волгограде.

## История
Компания «Агро Эксперт Груп» была основана в 2002 году. По мере роста происходило постепенное расширение сети представительств в регионах России.
В 2011 году был запущен завод «Волга Индастри» в Волгоградской области. Организовано производство водных растворов и концентратов эмульсий на четырёх технологических линиях.
В 2012 году на базе «Волга Индастри» открыт научный комплекс и лабораторный центр.
В 2014 году построен цех по производству химических средств защиты растений в форме концентратов суспензий. Дан старт производству инсектицидов, фунгицидов и протравителей с помощью современной бисерной мельницы.
В 2017 году был открыт новый цех по производству жидких форм препаратов. Общая производительность 125 тонн в сутки.
В 2018 году организовано производство собственной тары. Старт проекта автоматизации производственных цехов. Началось строительства цеха масляных дисперсий и водных растворов.
В 2019 году мощность производства повышена в два раза.

## Руководство
Генеральный директор — Музылев Кирилл Никитич.

## Деятельность
В сферу деятельности компании «Агро Эксперт Групп» входят производство и реализация химических средств защиты растений и микроудобрений. Ассортимент компании насчитывает более 80 наименований продукции обеспечивающих комплексную защиту всех основных сельскохозяйственных культур. Грамотное применение производимых препаратов достигается благодаря агрономическому сопровождению, которым могут воспользоваться клиенты компании.
«Агро Эксперт Групп» тесно взаимодействует с представителями различных региональных органов управления, для обеспечения своевременных и бесперебойных поставок средств защиты растений.

## Производственная база
«Агро Эксперт Груп» занимается производством средств защиты растений с 2010 года.
Производственная площадка компании — завод «Волга Индастри», размещен в Волгоградской области и располагает следующими производственными мощностями:
- современной бисерной мельницей;
- линией по производству фунгицидов и гербицидов в виде концентрированных суспензий;
- научно-исследовательским центром, для разработки новых и совершенствования уже выпускаемых препаратов;
- лабораторным комплексом, имеющим государственную аккредитацию для испытания пестицидов.

Суммарно проектная мощность площадки «Агро Эксперт Груп» достигает 50 000 тонн продукции в год.